# Reiner Klimke
Reiner Klimke (Münster, Alemanya, 1936 - íd., 1999) fou un genet alemany, un dels més guardonats de tots els temps.
Durant molts anys va ser l'olímpic amb més èxit d'Alemanya fins que va ser substituït per Birgit Fischer als Jocs Olímpics d'Estiu de 2000. Durant molt de temps, Klimke va ser el genet de doma més victoriós del món, abans de ser substituït per Isabell Werth.
Va ser nomenat atleta de l'any per l'Associació Esportiva de la ciutat de Münster al Ball des Sports el 1974, 1981, 1982 i 1988. L'Associació Esportiva de la Ciutat de Münster el va homenatjar amb l'Oscar de l'Esport l'any 2000.
El 2008 Reiner Klimke va ser inclòs al Saló de la Fama de l'Esport alemany. També va rebre la Fulla de Llorer d'Argent i l’Ordre del Mèrit de l'Estat de Renània del Nord-Westfàlia.

## Biografia
Va néixer el 14 de gener de 1936 a la ciutat de Münster, població situada a l'actual estat de Rin del Nord-Westfàlia, sota el règim del Tercer Reich. És el pare de la també genet i medallista olímpica Ingrid Klimke.
Va morir el 17 d'agost de 1999 a la seva residència de Münster a conseqüència d'un infart miocardíac.

## Genet de competició
Klimke va començar a muntar l'any 1948 a l’escola d'equitació i conducció de Westfàlia a Münster. Va obtenir la seva primera experiència en un torneig a Paderborn el 1950, seguida de la seva primera aparició internacional a Thun el 1955. Als Campionats d'Europa d'esdeveniments de 1957 a Copenhaguen va guanyar la medalla de plata i el 1959 a Harewood House amb Fortunat va guanyar la medalla d'or, ambdues en la competició per equips. El 1960 va guanyar el campionat alemany amb Fortunat, va participar en els Jocs Olímpics de Roma i va guanyar el campionat alemany amb Winzerin.

## Carrera esportiva
Va participar, als 24 anys, en els Jocs Olímpics d'Estiu de 1960 realitzats a Roma (Itàlia) on, sota representació de l'Equip Unificat Alemany, va participar en les proves de concurs complet, finalitzant divuitè en la prova individual i en última posició en la prova per equips. Especialista, però, en doma clàssica, va participar en els Jocs Olímpics d'Estiu de 1964 realitzats a Tòquio (Japó), on va aconseguir guanyar la medalla d'or en la prova per equips i un diploma olímpic en la prova individual en finalitzar sisè amb el cavall Dux.
En els Jocs Olímpics d'Estiu de 1968 celebrats a Ciutat de Mèxic (Mèxic), i sota representació de l'Alemanya Occidental (RFA), va aconseguir revalidar el seu títol olímpic per equips i va guanyar la medalla de bronze en la prova individual. Absent dels Jocs Olímpics d'estiu de 1972 realitzats a Múnic (Alemanya Occidental), va participar en els Jocs Olímpics d'Estiu de 1976 realitzats a Mont-real (Canadà), on va repetir l'èxit de 1968: la medalla d'or en la prova per equips i la medalla de bronze en la prova individual amb el cavall Mehmed. Absent dels Jocs Olímpics d'estiu de 1980 realitzats a Moscou (Unió Soviètica), va participar en els Jocs Olímpics d'Estiu de 1984 realitzats a Los Angeles (Estats Units), on va aconseguir guanyar la medalla d'or tant en la prova individual com en la prova per equips muntant el cavall Ahlerich. En els Jocs Olímpics d'Estiu de 1988 celebrats a Seül (Corea del Sud), i amb 52 anys, va aconseguir guanyar una nova medalla d'or en la prova per equips i finalitzà vintè en la prova individual.
Al llarg de la seva carrera ha guanyat sis medalles en el Campionat del Món de doma clàssica, totes elles d'or; i nou medalles en el Campionat d'Europa de l'especialitat, vuit d'elles d'or.

## Genet de doma
Als Jocs Olímpics va guanyar un total de sis medalles d'or i dues de bronze. Va ser campió del món sis vegades i campió d'Europa onze vegades. Als Jocs Olímpics de 1988 va ser abanderat de l'equip alemany a la cerimònia d'obertura.
El seu cavall més reeixit i probablement més conegut va ser Ahlerich, amb qui va guanyar victòries olímpiques, campionats mundials i europeus i set campionats alemanys.
El 1984 va rebre la Medalla d'Honor de la FN en or amb llorer, anells olímpics i diamants. El 1986 va ser nomenat ciutadà honorari de la seva ciutat natal de Münster. Un carrer a Sentruper Höhe va rebre el seu nom. És el pare del genet de doma Michael Klimke i de la genet de doma i competició Ingrid Klimke.
El 1988, es va emetre al Paraguai un segell que representava a Klimke com a genet de doma.
La comunitat de Neufahrn, prop de Freising, ha posat el seu nom a un carrer.

## Educació i carrera
Després de graduar-se a l'escola secundària el 1955, va estudiar dret i ciències polítiques a la Universitat Wilhelms de Westfàlia a Münster i es va doctorar el 1963 i després va treballar com a advocat i notari autònom. Durant els seus estudis el 1955 es va convertir en membre de la fraternitat de la Pflueger Halle de Münster, amb la qual va romandre estretament vinculat al llarg de la seva vida.

## Partit i diputat
Era membre de la CDU des del 1950. Va ser membre del parlament estatal de Renània del Nord-Westfàlia del 31 de maig de 1990 al 31 de maig de 1995. Allà va ser vicepresident de la comissió esportiva.

## Últims anys
Fins a la seva mort, Klimke estava treballant en un retorn previst per als Jocs Olímpics d'Estiu de 2000 a Sydney. El 17 d'agost de 1999, Klimke va morir als 63 anys com a conseqüència del seu segon atac de cor. La seva tomba es troba al cementiri central de Münster.

## Els grans èxits

### Versatilitat
- Campionat d'Europa de 1957 a Copenhaguen: equip amb medalla de plata.[13][14]
- Campionat d'Europa de 1959 a Harewood: equip amb medalla d'or.
- Campionat d'Alemanya de 1960: medalla d'or individual per a enòleg.

### Doma
- Jocs Olímpics[14]
  - 1964 a Tòquio: equip medalla d'or, classificació individual 7è a Dux
  - 1968 a Ciutat de Mèxic: medalla d'or per equip, medalla de bronze individual en Dux
  - 1976 a Mont-real: medalla d'or per equip, medalla de bronze individual per a Mehmed
  - 1984 a Los Angeles: medalla d'or per equip, medalla d'or individual per a Ahlerich
  - 1988 a Seül: equip medalla d'or, classificació individual 7a sobre Ahlerich
- Competicions olímpiques de substitució dels Jocs Olímpics d'Estiu de 1980
  - 1980, Goodwood House: equip amb medalla d'or, medalla de bronze individual per a Ahlerich
- Copa del Món
  - 1966 a Berna: medalla d'or per equip, medalla de bronze individual a Dux
  - 1974 a Copenhaguen: medalla d'or per equip, medalla d'or individual per a Mehmed
  - 1982 a Lausana: medalla d'or per equip, medalla d'or individual per a Ahlerich
  - 1986 a Cedar Valley: medalla d'or individual per equips 4t en Pascal
- Campionat d'Europa
  - 1965 a Copenhaguen: medalla d'or per equip, medalla de plata individual a Arcadius
  - 1967 a Aquisgrà: medalla d'or per equip, medalla d'or individual a Dux
  - 1969 a Wolfsburg: equip amb medalla d'or, 4t classificat individual a Dux
  - 1971 a Wolfsburg: equip amb medalla d'or a Mehmed
  - 1973 a Aquisgrà: medalla d'or per equip, medalla d'or individual per a Mehmed
  - 1981 a Laxenburg: equip amb medalla d'or a Ahlerich
  - 1983 a Aquisgrà: medalla d'or per equip, medalla de plata individual per a Ahlerich
  - 1985 a Copenhaguen: medalla d'or per equip, medalla d'or individual per a Ahlerich
- més
  - nou cops campió d'Alemanya (1967 a Dux, 1975 a Mehmed, 1978, 1981, 1983, 1984, 1985, 1986, 1988 a Ahlerich)

## Obres
- Reiner Klimke: Grundausbildung des jungen Reitpferdes. Von der Fohlenerziehung bis zum ersten Turnierstart.[15]
- Ingrid Klimke, Reiner Klimke: Profitips Cavaletti. Dressur und Springen.[16]
- Klimke, Reiner: Ahlerich. Von der Remonte zum Dressur-Weltmeister. Ein exemplarischer Ausbildungsweg.[17]
- Reiner Klimke: Military. Geschichte – Training – Wettkampf.[18]
- Reiner Klimke, Werner Ernst: Von der Schönheit der Dressur. Vom jungen Pferd bis zum Grand Prix.[19]
- Reiner Klimke (Hrsg.): Urlaub im Sattel. Freizeit in FN-anerkannten Ausbildungsstätten.[20]
- Dagmar Schindler, Reiner Klimke (Hrsg.), Ortrud Stahl (Ill.)[21]
- Reiner Klimke: Urlaub im Sattel. Deutschlands schönste Ferienhöfe.[22]
- Johann Elias Ridinger, Reiner Klimke: Die kleine Reitschule.[23]
- Reiner Klimke, Bernd Capell: Lexikon für Pferdefreunde.[24]